# Lugos, Gironde
Lugos är en kommun i departementet Gironde i regionen Nouvelle-Aquitaine i sydvästra Frankrike. Kommunen ligger i kantonen Belin-Béliet som tillhör arrondissementet Arcachon. År 2022 hade Lugos 1 137 invånare.

## Befolkningsutveckling
Antalet invånare i kommunen Lugos
Referens:INSEE